# 교황 스테파노 7세
교황 스테파노 7세(라틴어: Stephanus PP. VII, 이탈리아어: Papa Stefano VII)는 제124대 교황(재위: 928년 12월 ~ 931년 2월)이다. 악명 높은 마로치아의 입김을 통해 교황으로 선출되었다. 그의 재임기간은 이른바 암흑 시대라고 불리는 시기에 속한다.

## 일대기
스테파노는 로마 태생으로 가브리엘리 가문에 속하며, 테오데문두스의 아들이다.
그는 마로치아가 자신의 외아들 요한을 교황좌에 앉히기 위한 준비로 미봉책으로써 여러 후보를 신중하게 고른 끝에 스테파노를 낙점하여 교황으로 선출되도록 압력을 행사한 것으로 추정된다. 교황으로 선출되기 전에 스테파노는 산타나스타시아 알 팔라티노 성당의 사제급 추기경이었다.
스테파노 7세는 교황으로 재임한 2년 2개월 동안 프랑스와 이탈리아에 있는 몇몇 수도원들의 특권을 확인해 주었다.
스테파노 7세는 아를의 위그의 압제를 종식시킨 것에 대한 보상으로 칸데 디 가브리엘리를 구비오의 총독으로 제수하고, 많은 중요한 요새들을 관리하는 권한을 주었다. 교황 스테파노 7세는 또한 비도덕적인 행위로 물의를 일으킨 성직자들을 엄격하게 징계한 것으로 잘 알려졌다.
12세기 그리스의 문헌에 따르면, 스테파노 7세는 교황으로 재임한 시기에 깨끗하게 면도한 모습으로 대중 앞에 나선 최초의 교황이라고 한다.
스테파노 7세는 931년 2월 마로치아에 의해 폐위되었으며 감옥에서 강제로 투옥된 뒤 구금되어 처형되었다.
스테파노 7세는 931년 3월 15일에 선종했으며, 요한 11세가 그 뒤를 이었다.